# Llambilles
Llambilles – gmina w Hiszpanii, w prowincji Girona, w Katalonii, o powierzchni 14,64 km². W 2011 roku gmina liczyła 713 mieszkańców.